# Etelfrido
Etelfrido es un nombre traducido al español, de origen anglosajón. Se deriva de dos elementos anglosajones, æðel, que significa "noble" y frid, que significa “paz”. El nombre dejó de ser usado después de la conquista normanda.

## Variaciones
El nombre Etelfrido tiene muchas variaciones, entre ellas:
- Æðelfrid
- Æthelfrith
- Ethelfrid
- Aethelfrith

Existen muchas más variaciones, pero solo varían en el comienzo, Æ es usualmente separada de sus componentes, A y e, dando variaciones como “Aetelfrido”, otras optan por usar solo una letra, “Ethelfrid” o “Aðelfrid”. El final del nombre también cambia, “Frith” viene del antiguo idioma anglosajón y hoy en día el inglés moderno opta por utilizar “frid” en su lugar. En español, las terminaciones de “frid” suelen traducirse por “frido”. La mitad del nombre, "thel", cambia solo cuando es traducida, a veces se emplea la letra Ð (ð), la cual ya tiene el sonido de “th” incluido, por lo tanto se suprime el “th”. En español como no se usa ninguno de los dos sonidos, se opta por dejarlo “tel” o “teel” para que sea fonéticamente más fácil de pronunciar.

## Etelfridos famosos
- Etelfrido de Northumbria: Primer Rey de Northumbria.
- Etelfrido de Wessex: Príncipe de Wessex.

- Datos: Q2835855